# Floßlände (Wolfratshausen)

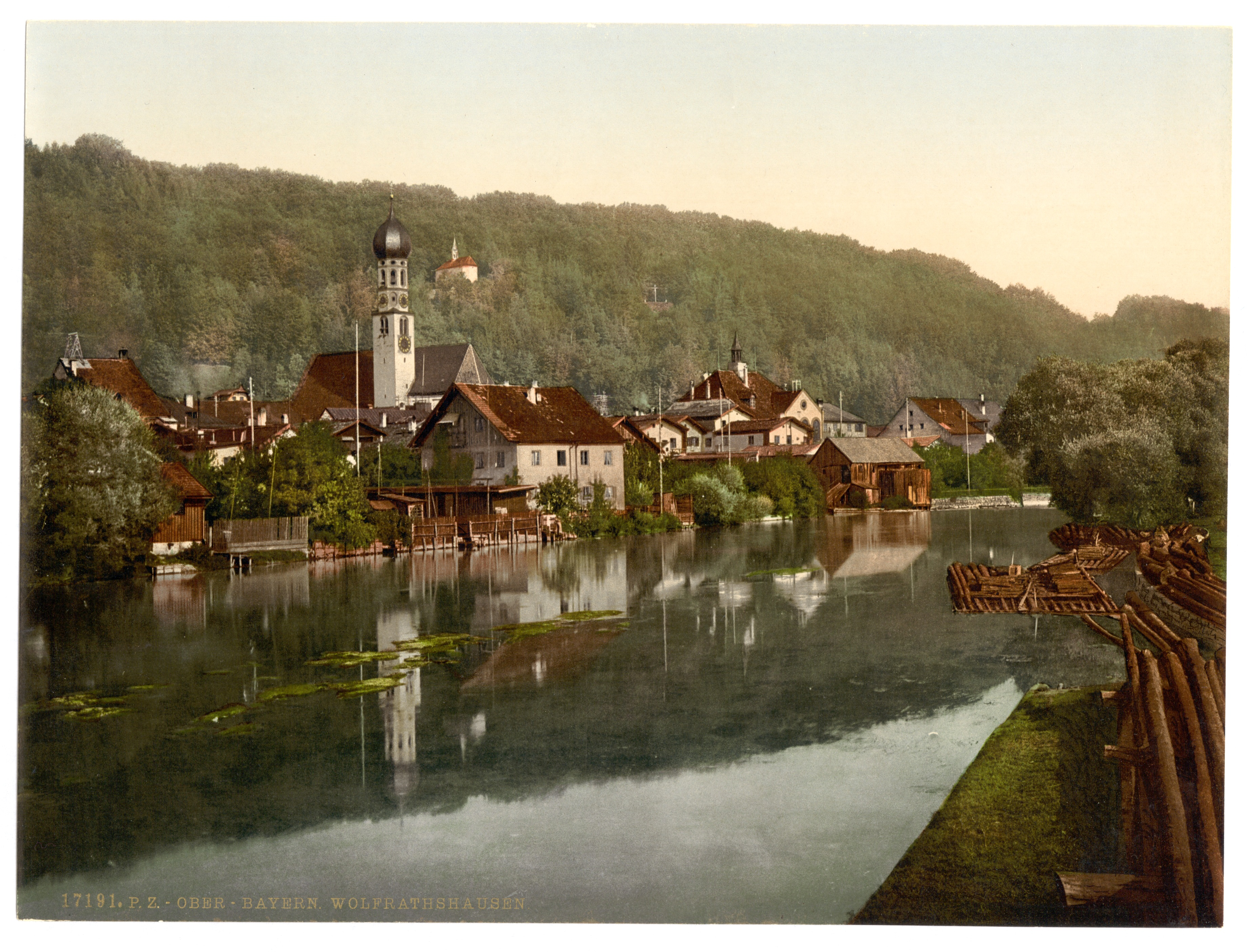
Historische Ansicht der Floßlände (um 1900)

Die Alte Floßlände in der oberbayerischen Stadt Wolfratshausen ist eine über 1000 Jahre alte Anlegestelle für Flöße an der Loisach. Sie liegt gegenüber der Altstadt am rechten Flussufer zwischen dem Sebastiani Steg im Norden und der Loisachbrücke im Süden.
Heutzutage wird sie für Kulturveranstaltungen der Stadt genutzt. Alle zwei Jahre findet dort das sogenannte „Flussfestival“ statt. Ein buntes Programm aus Konzerten, Kabarettaufführungen oder Public-Viewing-Veranstaltungen lockt Zuschauer aus dem Landkreis München und darüber hinaus an.